# Ghashqeh
Ghashqeh (persiska: غشقه) är en ort i Iran.   Den ligger i provinsen Kermanshah, i den västra delen av landet, 500 km väster om huvudstaden Teheran. Ghashqeh ligger 762 meter över havet och antalet invånare är 188.
Terrängen runt Ghashqeh är kuperad. Runt Ghashqeh är det ganska tätbefolkat, med 54 invånare per kvadratkilometer. Närmaste större samhälle är Gīlān-e Gharb, 15,7 km norr om Ghashqeh. Omgivningarna runt Ghashqeh är i huvudsak ett öppet busklandskap.